# Панковец, Алексей Юрьевич
Алексе́й Ю́рьевич Панкове́ц (бел.  Аляксей Юр'евіч Панкавец; род. 18 апреля 1981[…], Минск) — белорусский футболист, защитник и тренер.

## Карьера

### Клубная
Выступал за команды «Атака-Аура» (Минск), слонимский «Коммунальник», «Торпедо-МАЗ» (Минск), с 2003 года выступал за «Гомель».
Зимой 2007 года перешёл в украинский клуб «Харьков». Дебют 4 марта 2007 года в матче «Харьков» — «Металлист» (0:0). В 2009 году вернулся в Беларусь, играл за «Минск» и брестское «Динамо».
В январе 2012 подписал двухлетний контракт с минским «Динамо». Не смог стать игроком основы.
В январе 2013 года перешёл в «Торпедо-БелАЗ». В жодинском клубе закрепился на позиции левого защитника. Сезон 2014 начал на скамейке запасных. В середине сезона некоторое время выходил на позиции левого полузащитника, позднее вернулся на левый фланг защиты.
В январе 2015 года продлил контракт с жодинцами. в сезоне 2015 оставался основным левым защитником команды, только конец сезона был вынужден пропустить из-за травмы. В январе 2016 года вновь продлил соглашение с клубом, в новом сезоне стал капитаном команды. 30 апреля 2016 года, сыграв против «Крумкачей», провёл свой 500-й матч на высшем уровне, вступив тем самым в Клуб Сергея Алейникова. В декабре стало известно, что Панковец останется в Жодино и на следующий сезон.

### За сборную
За сборную Беларуси провёл 2 матча.

### Тренерская
В январе 2018 года завершил карьеру и перешёл на тренерскую работу в «Торпедо-БелАЗ», где вскоре стал помощником главного тренера. Покинул жодинский клуб по окончании контракта в декабре 2021 года.
В августе 2019 года получил тренерскую лицензию категории В, в декабре 2021 года — тренерскую лицензию категории А.
В январе 2022 года вошёл в тренерский штаб минского «Динамо».
В феврале 2023 года вошёл в тренерский штаб литовского клуба «ДФК Дайнава» в роли ассистента главного тренера, а также возглавил вторую команду клуба.

## Достижения
- Чемпион Беларуси: 2003
- Бронзовый призёр чемпионата Беларуси: 2012
- Обладатель Кубка Беларуси: 2016
- Финалист Кубка Беларуси (2): 2000, 2004